# سیارک ۹۳۷۵
سیارک ۹۳۷۵ (به انگلیسی: 9375 Omodaka، نامگذاری:1993HK) نه هزار و سیصد و هفتاد و پنجمین سیارک کشف شده‌است که در ۱۶ آوریل ۱۹۹۳ کشف شد.